# Єрикса
Єрикса́ (рос. Ерыкса) — річка в Граховському районі Удмуртії та Менделєєвському районі Татарстану, Росія, права притока Возжайки.
Довжина річки становить 24 км. Бере початок на Можгинської височини, впадає до Возжайки вище села Камаєво.
На річці розташовані села Марі-Возжай, Велика Єрикса, Ільнеть. В селах Марі-Возжай та Ільнеть збудовані автомобільні мости.